# Emilia Pérez (banda sonora)
La música de la película policíaca francesa de 2024 Emilia Pérez, dirigida por Jacques Audiard, incluyó canciones originales compuestas por Camille, que también compuso la partitura original con Clément Ducol. Las canciones fueron interpretadas por los miembros del reparto, Zoe Saldaña, Karla Sofía Gascón, Selena Gomez, Adriana Paz, Mark Ivanir, entre otros.

## Antecedentes
Ducol y Camille se incorporaron al proyecto incluso antes de que se escribiera el primer borrador del guion y diseñaron melodías que se sincronizarían con la historia, los personajes y sus emociones. Como la película estaba ambientada en México y la mayoría de los diálogos eran en español, un idioma con el que no estaban familiarizados, escribieron las letras con la ayuda de traductores mexicanos. Las canciones estaban compuestas por numerosos géneros que se fundían entre sí, describiendo el cambio que experimentaban con las transformaciones de los personajes. Numerosas canciones fueron escritas con versiones alternativas, ya que gran parte de las melodías tuvieron que ser modificadas y rechazadas con los cambios introducidos en el guion.
El 5 de septiembre de 2024 se publicó un EP que consta de cinco canciones originales, antes del álbum de banda sonora de 43 canciones que salió a la venta el 31 de octubre de 2024. El álbum incluye números musicales originales interpretados por el reparto y selecciones de la partitura de la película, así como versiones alternativas de las composiciones originales, que se incluyeron en la banda sonora. Sony Masterworks distribuyó ambos álbumes en plataformas digitales.
La música recibió una acogida mayoritariamente positiva por parte de la crítica, que destacó su originalidad, la fusión de géneros y su integración en la historia y la puesta en escena, al tiempo que elogió a Ducol y Camille por sus composiciones. En el Festival de Cannes de 2024, ambos ganaron el Premio Cannes a la banda sonora y el Premio Hollywood Music in Media a la mejor banda sonora original en un largometraje.

## Desarrollo
El compositor francés Clément Ducol y la cantautora Camille se involucraron en el proyecto incluso antes de que el director Jacques Audiard terminara de escribir el guion. Recibieron un tratamiento del guion de 20-30 páginas, con el que se engancharon de inmediato, y recordó que Audiard quería «...básicamente construir la historia a través de nuestras canciones. Quería que la música estuviera en el corazón de la acción, de la narración, de la psicología de los personajes.« Mientras leían el guion, señalaron escenas concretas que podían convertirse en números musicales. Se les encomendó la tarea de conectar la música con la historia y las emociones, añadiendo que la música no refleja la historia, sino también la historia. Ducol añadió que «es una historia de emancipación, transformación y evolución, por lo que la música encarna todo eso».
Camille escribió las letras de los números musicales y para tener un buen conocimiento del idioma, ella y Ducol trabajaron con los traductores mexicanos Karla Avilés e Ignacio Chávez, que les ayudaron a entender las referencias y particularidades culturales de aquel país. Inspirándose en la historia y los personajes, el dúo seleccionó canciones de diversos géneros, como el pop, el rock y el rap, y se abstuvo de ideas preexistentes. Audiard describió la música como transgénero, ya que la música cambia junto con la transformación de los personajes. Tanto Ducol como Camille no comisariaron música mexicana, sino que su paisaje sonoro estaba alineado con la historia y los personajes, donde la indicación geográfica se identificaba a través de las lenguas y la naturaleza y sonido distintivos de la ciudad.

## Números musicales
La canción «El Mal» fue compuesta durante la preproducción con Camille realizando un scratch en bruto de la misma. Después de que el dúo conociera a Saldaña, ella les ayudó proporcionándoles el arreglo adecuado para la música. La versión de Saldaña consistió en una fusión de géneros pero con un arreglo electrónico, que comienza con una «rápida representación sin sentido de la canción de Bob Dylan de 1965 Subterranean Homesick Blues» y un final «más funky, más irónico, tipo Talking Heads» con hip hop. Audiard, sin embargo, opinaba que la canción debía ser más acústica y áspera. Entonces rehicieron la canción con una banda de rock en directo, que se adaptaba a la voz de Saldaña. Camille añadió que Saldaña tenía una «voz súper rítmica y aguda» que encajaba bien con su personaje y con la canción. «El Mal» se descifró como una condena impulsora de asesinos, políticos que contribuían al cártel de la droga, y los peligros de las víctimas se describían en la letra de la canción, que Camille, repitiendo esa letra una y otra vez y «sentía ganas de vomitar». Ducol describió además el contexto de la canción, añadiendo:
"Lo que me gusta en “El Mal” es que estamos hablando de cosas que son bastante duras, y de repente, nos encontramos ante un verdadero número musical, y comprendemos que ya no estamos en el cine basado en la realidad. Se baila, se canta, se salta encima de las mesas y todos los demás personajes se convierten en marionetas de teatro japonés. El espectador adquiere conciencia de la historia a un nivel más profundo».
 La canción “Por Casualidad” se cambió tres veces a medida que cambiaba el guion para reflejar los incidentes de la escena en la que Emilia hacía su transición y Rita se convertía en una conocida abogada. Inicialmente, la canción se escribió en el contexto de ellas recordando estos años y también sobre cómo Emilia se presentaba como una nueva persona a Rita, donde Audiard declaró «No, Rita está asustada en esta escena, y necesitamos añadir suspense a la canción. No son sólo amigas poniéndose al día. Aquí es donde empieza su amistad» El subtexto de la canción en particular tenía numerosas capas desarrolladas en ella, basadas en las escenas y el resultado final.
Camille y Ducol produjeron varias canciones para el personaje de Jessi, antes del casting de Gomez. Habían escrito la escena del dormitorio que cambió a una canción tecno punk, y otra siendo más punk y rebelde, que Ducol declaró «Teníamos otra canción aún más punk que esta y muy rebelde. La primera era más como si ella quisiera rebelarse y la segunda era «Me estoy rebelando» Sin embargo, cuando Gómez fue elegida para el papel y con su encuentro con Audiard, este último finalmente les dijo a los compositores sobre la necesidad de otra canción, donde se contara la historia de una mujer y no como la actriz, añadiendo que la canción llevara algo fresco para el personaje de Gómez y dándole vida a su papel. Vieron el documental de Gomez Selena Gomez: My Mind & Me (2022), una película que exploraba las luchas de salud mental de Gomez en la vida real, y esto les inspiró para escribir la canción original «Mi Camino». 

## Lanzamientos

### EP
Antes del lanzamiento de la banda sonora, el 5 de septiembre de 2024, antes del estreno de la película en el Festival Internacional de Cine de Toronto, se estrenó una versión extendida con fragmentos de la banda sonora de la película.

| Emilia Pérez (Selections from the Original Motion Picture Soundtrack) track listing |                       |                                               |          |  |
| N.º                                                                                 | Título                | Interpretes                                   | Duración |  |
| 1.                                                                                  | «El Alegato»          | Zoe Saldaña                                   | 3:35     |  |
| 2.                                                                                  | «Para»                | Aitza Terán and Iván Ruiz De Velasco          | 2:49     |  |
| 3.                                                                                  | «Papa»                | Juan Pablo Monterrubio and Karla Sofia Gascón | 2:21     |  |
| 4.                                                                                  | «El Mal»              | Zoe Saldaña, Karla Sofia Gascón and Camille   | 3:39     |  |
| 5.                                                                                  | «Las Damas que Pasan» | Adriana Paz                                   | 4:05     |  |
| 16:29                                                                               |                       |                                               |          |  |

### Banda sonora
El álbum de banda sonora se publicó el 31 de octubre de 2024, un día antes del estreno limitado en cines en Estados Unidos. Cuenta con las canciones originales y la partitura compuesta por Camille y Clément Ducol, y consta de 43 pistas de más de una hora y media de duración. En la misma fecha se publicó un vídeo musical de Gómez interpretando la canción «Mi Camino».

| Emilia Pérez (Original Motion Picture Soundtrack) track listing |                                |                                               |          |  |
| N.º                                                             | Título                         | Performers                                    | Duración |  |
| 1.                                                              | «El Alegato»                   | Zoe Saldaña                                   | 3:33     |  |
| 2.                                                              | «Todo y Nada»                  | Zoe Saldaña                                   | 2:16     |  |
| 3.                                                              | «El Encuentro»                 | Karla Sofía Gascón                            | 1:13     |  |
| 4.                                                              | «La Vaginoplastia»             | Zoe Saldaña                                   | 2:34     |  |
| 5.                                                              | «Lady»                         | Zoe Saldaña and Mark Ivanir                   | 2:46     |  |
| 6.                                                              | «Deseo»                        | Camille and Karla Sofia Gascón                | 2:34     |  |
| 7.                                                              | «Por Casualidad»               | Camille, Karla Sofia Gascón and Zoe Saldaña   | 2:06     |  |
| 8.                                                              | «Bienvenida»                   | Selena Gomez                                  | 2:14     |  |
| 9.                                                              | «Mis Siete Hermanas y Yo»      | Xiomara Ahumada Quito                         | 1:49     |  |
| 10.                                                             | «Papá»                         | Juan Pablo Monterrubio and Karla Sofia Gascón | 2:22     |  |
| 11.                                                             | «Para»                         | Aitza Terán and Iván Ruiz de Velasco          | 2:49     |  |
| 12.                                                             | «El Mal»                       | Camille, Zoe Saldaña and Karla Sofia Gascón   | 3:38     |  |
| 13.                                                             | «El Amor»                      | Camille, Karla Sofia Gascón and Adriana Paz   | 3:26     |  |
| 14.                                                             | «Mi Camino»                    | Selena Gomez                                  | 3:44     |  |
| 15.                                                             | «Perdóname»                    | Camille and Karla Sofia Gascón                | 2:14     |  |
| 16.                                                             | «Las Damas que Pasan»          | Adriana Paz                                   | 4:07     |  |
| 17.                                                             | «Fierro Viejo» (choir version) | Camille                                       | 1:10     |  |
| 18.                                                             | «El Alegato» (piano version)   | Camille, Zoe Saldaña and Karla Sofia Gascón   | 1:30     |  |
| 19.                                                             | «Subiendo (Part 1)»            | Camille and Clément Ducol                     | 2:29     |  |
| 20.                                                             | «Fierro Viejo / La Ciudad»     | Camille                                       | 1:47     |  |
| 21.                                                             | «Fantasmas»                    | Camille                                       | 0:25     |  |
| 22.                                                             | «El Rapto»                     | Camille and Clément Ducol                     | 1:52     |  |
| 23.                                                             | «Claroscuro (Part 1)»          | Clément Ducol                                 | 2:01     |  |
| 24.                                                             | «Claroscuro (Part 2)»          | Karla Sofia Gascón & Mark Ivanir              | 1:54     |  |
| 25.                                                             | «El Rayo»                      | Clément Ducol                                 | 0:38     |  |
| 26.                                                             | «El Despertar»                 | Camille                                       | 1:44     |  |
| 27.                                                             | «Subiendo (Part 2)»            | Camille                                       | 2:04     |  |
| 28.                                                             | «Cara a Cara»                  | Clément Ducol                                 | 1:05     |  |
| 29.                                                             | «Desire» (alternate version)   | Camille                                       | 1:32     |  |
| 30.                                                             | «El Reclutamiento»             | Camille and Clément Ducol                     | 1:44     |  |
| 31.                                                             | «Disonancia (Part 1)»          | Camille                                       | 1:01     |  |
| 32.                                                             | «Disonancia (Part 2)»          | Karla Sofia Gascón                            | 2:26     |  |
| 33.                                                             | «La Pelea»                     | Camille and Clément Ducol                     | 2:22     |  |
| 34.                                                             | «El Trio»                      | Karla Sofia Gascón and Zoe Saldaña            | 2:04     |  |
| 35.                                                             | «3 Dedos»                      | Camille and Clément Ducol                     | 2:04     |  |
| 36.                                                             | «Beatificación (Part 1)»       | Camille and Clément Ducol                     | 5:04     |  |
| 37.                                                             | «Beatificación (Part 2)»       | Camille and Clément Ducol                     | 2:19     |  |
| 38.                                                             | «El Fuego»                     | Camille                                       | 1:35     |  |
| 39.                                                             | «Desire»                       | Camille                                       | 2:06     |  |
| 40.                                                             | «Subiendo» (strings version)   | Clément Ducol                                 | 1:05     |  |
| 41.                                                             | «Subiendo» (choir version)     | Camille                                       | 1:01     |  |
| 42.                                                             | «Desire» (strings version)     | Clément Ducol                                 | 1:53     |  |
| 43.                                                             | «Desire» (choir version)       | Camille, Yadam and Paloma Pradal              | 1:58     |  |
| 92:18                                                           |                                |                                               |          |  |

## Recepción de la crítica
Manohla Dargis de The New York Times escribió: «Los números de canto y baile -la partitura y las canciones son de Clément Ducol y Camille, y la coreografía de Damien Jalet- van de lo íntimo a lo extravagante y están integrados en todo momento.» John Nugent de Empire escribió «felicitaciones a la cantante francesa Camille y a su compañero Clément Ducol por escribir canciones realmente originales, puestas en escena con brío y energía». Bilge Ebiri de Vulture escribió «Las canciones fueron creadas por el dúo francés de [Camille] y Clément Ducol, y hay una calidad dura y cargante en la música, que refleja el estilo de la película».
Stephanie Zacharek de Time escribió «Los números musicales son exuberantes, extravagantes en sentimiento, sin ser demasiado pulidos.» Dana Stevens de Slate escribió «Las canciones, del equipo de compositores franceses Clément Ducol y Camille Dalmais, no son exactamente de las que sales dando golpecitos con los pies: son discursivas y muy específicas de la trama, no muy distintas del uso de la música en la memorablemente extraña Annette de Leos Carax hace unos años.» Brian Truitt de USA Today escribió «Las canciones originales se intercalan dentro de la narrativa de maneras a veces fantásticas y sobre todo con fines de desarrollo de personajes. Tienden a ser rítmicamente más abstractas que las melodías del espectáculo, pero al final, tararearás al menos una melodía emocionante."
Sin embargo, la banda sonora de la película fue criticada por los usuarios en línea cuando los clips de la película se hicieron virales en TikTok y X. La canción «La Vaginoplastia» fue especialmente criticada por los usuarios de Internet por su letra simplista. Rolling Stone señaló que las letras «pene a vagina» y «hombre a mujer» representaban «una explicación risible del procedimiento médico». Escribiendo para PinkNews, la escritora trans Amelia Hansford señaló que la película carecía de una banda sonora memorable - «salvo por la risiblemente mala letra de “La Vaginoplastia”, en la que Castro visita a un urólogo que inexplicablemente empieza a enumerar procedimientos de cirugía de feminización facial después de cantar del pene a la vagina con el tipo de entrega que es mejor reservar para villanos de dibujos animados con bigote en dirigibles.»

## Premios y nominaciones
La partitura original y la canción «Mi Camino» fueron consideradas candidatas a los Premios de la Academia.
| Premio                              | Fecha de Ceremonia       | Categoria                          | Nominado(s)                                                        | Resultado | Ref.          |
| ----------------------------------- | ------------------------ | ---------------------------------- | ------------------------------------------------------------------ | --------- | ------------- |
| Cannes Film Festival                | 25 de mayo de 2024       | Soundtrack Award                   | Clément Ducol & Camille                                            |           | [ 24 ]        |
| Golden Globe Awards                 | 5 de enero de 2025       | Best Original Score                | Clément Ducol & Camille                                            |           | [ 25 ]        |
| Golden Globe Awards                 | 5 de enero de 2025       | Best Original Song                 | "El Mal" - Camille, Clément Ducol and Jacques Audiard              |           | [ 25 ]        |
| Golden Globe Awards                 | 5 de enero de 2025       | Best Original Song                 | "Mi Camino" - Camille and Clément Ducol                            |           | [ 25 ]        |
| Hollywood Music in Media Awards     | 20 de noviembre de 2024  | Best Original Song – Feature Film  | "El Mal" – Clement Ducol, Camille, Jacques Audiard and Zoe Saldaña |           | [ 26 ] [ 27 ] |
| Hollywood Music in Media Awards     | 20 de noviembre de 2024  | Best Original Song – Feature Film  | "Mi Camino" – Clement Ducol, Camille, Selena Gomez & Édgar Ramírez |           | [ 26 ] [ 27 ] |
| Hollywood Music in Media Awards     | 20 de noviembre de 2024  | Song – Onscreen Performance (Film) | "El Mal" – Zoe Saldaña                                             |           | [ 26 ] [ 27 ] |
| Hollywood Music in Media Awards     | 20 de noviembre de 2024  | Original Score – Feature Film      | Clement Ducol and Camille                                          |           | [ 26 ] [ 27 ] |
| Middleburg Film Festival            | 20 de octubre de 2024    | Special Achievement in Music Award | Clement Ducol and Camille                                          |           | [ 28 ]        |
| Toronto International Film Festival | 15 de septiembre de 2024 | TIFF Variety Artisan Award         | Clement Ducol & Camille                                            |           | [ 29 ]        |

## Personal
- Percusión, piano, teclados, guitarras: Clément Ducol
- Batería, solo de violonchelo: Pierre-François « Titi » Dufour
- Solo de violín: Hugues Borsarello
- Bajo, contrabajo, teclados, arpa, n’Goni: Christophe Minck
- Piano, teclados: Johan Dalgaard
- Guitarras: François Poggio
- Cuerdas: Ensemble Archipel